# Philippe Fermin
Philippe Fermin est né vers 1720 à Maastricht, devenu médecin, il se rendit en 1754 à Suriname, où il fit un séjour d'une dizaine d'années. Il consacra tous ses loisirs à l'étude de l'histoire naturelle de cette contrée,. 
À son retour en Pays-Bas, il est devenu membre du corps municipal de Maastricht, où il mourut vers 1790,.

## Œuvres
- Traité des maladies les plus fréquentes à Surinam, avec une dissertation sur le fameux crapaud , nommé pipa, Maestricht, 1764 et Amsterdam, 1765[3].
- Histoire naturelle de la hollande équinoxiale ou de Surinam [lire en ligne], Amsterdam, 1765.
- Instruction importante au peuple sur l'économie animale, pour faire suite à l'Avis au peuple de Tissot, La Haye, 1767.
- Instruction sur les maladies chroniques pour servir de suite à l'Avis au peuple de Tissot, Yverdon, 1768.
- Description générale, historique, géographique et physique de la colonie de Surinam, en 1769.
- Dissertation sur la question s'il est permis d'avoir en sa possession des esclaves et de s'en servir comme tels, dans les colonies de l'Amérique [lire en ligne], Maestricht, 1770. C'est une apologie de l'esclavage[3].
- Tableau historique et politique de l'état ancien et actuel de la colonie de Surinam, et des causes de sa décadence, Maestricht, 1778[3].